# Bubenbergplatz

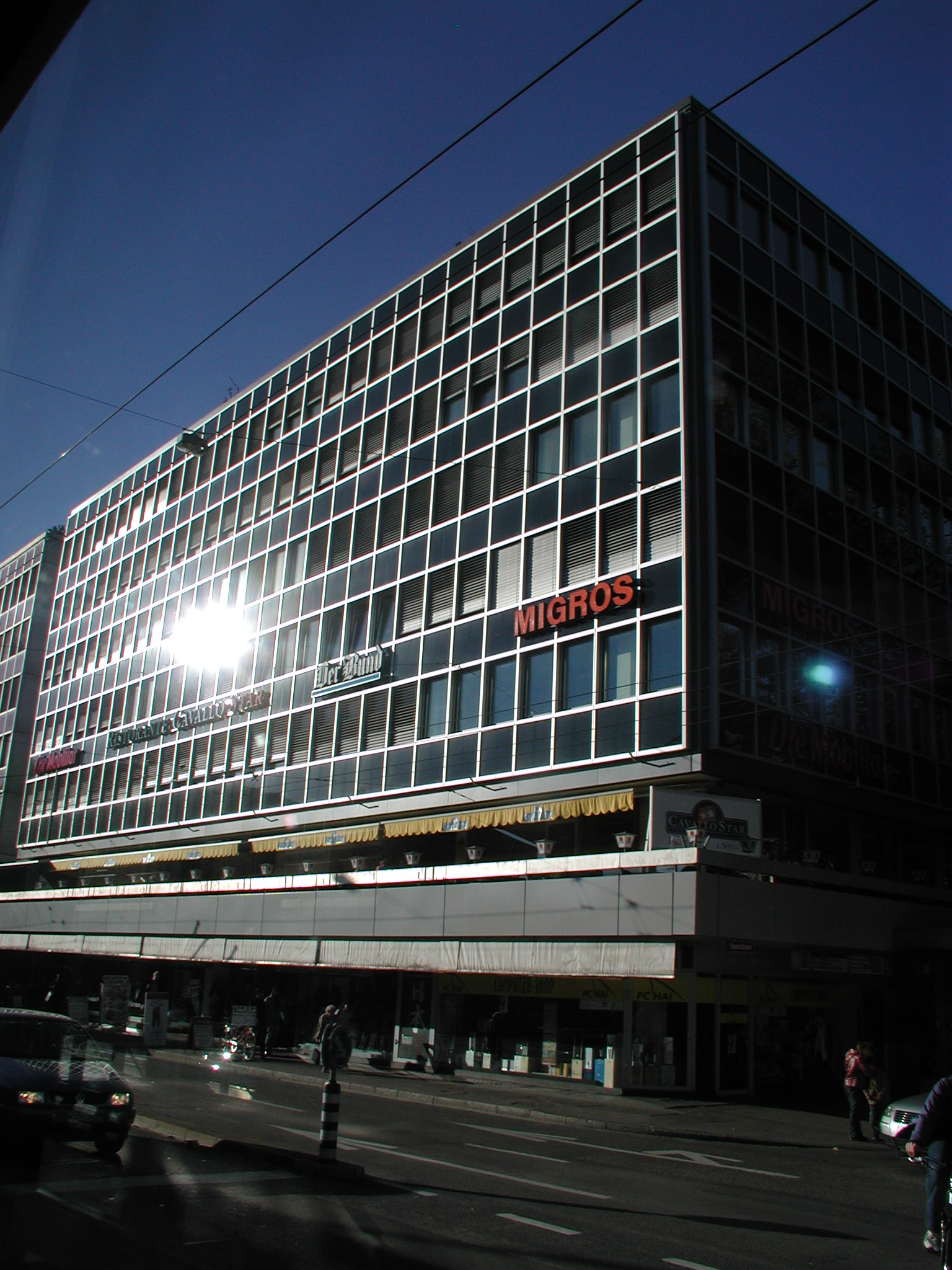
Gebäude am Bubenbergplatz

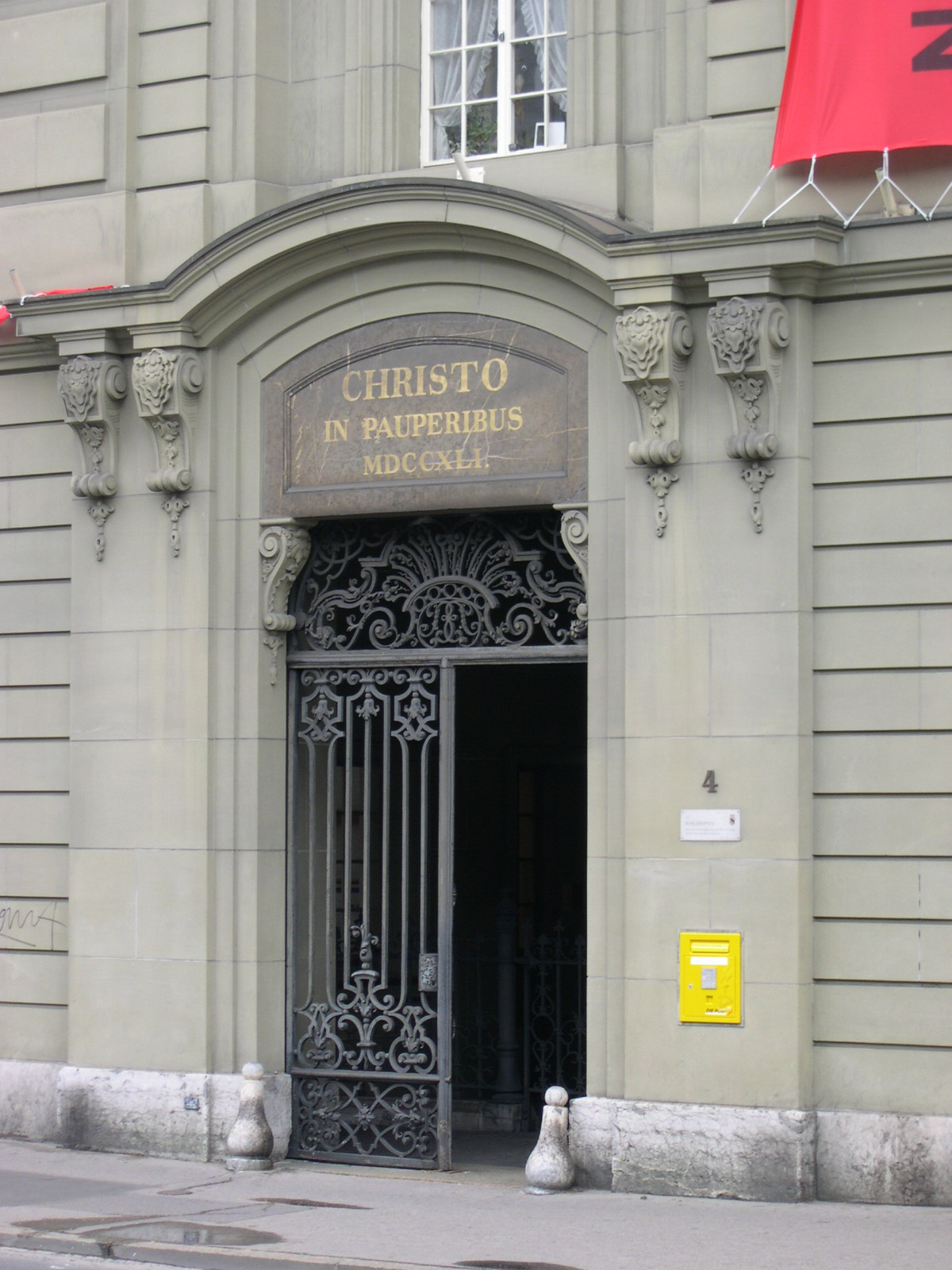
Hauptportal des Burgerspitals

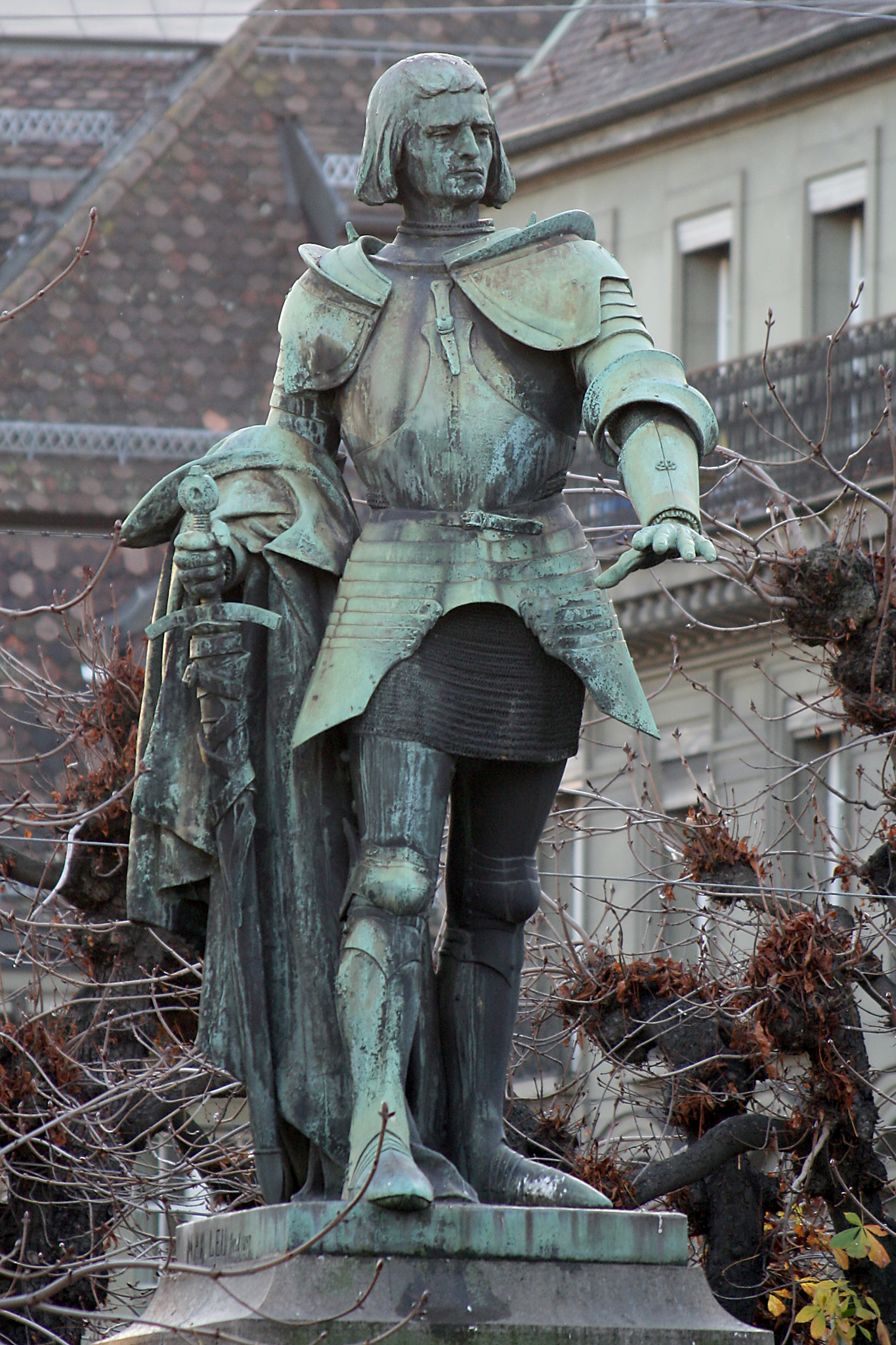
Bubenberg-Denkmal

Der Bubenbergplatz ist ein zentral gelegener Platz in der Stadt Bern (Schweiz), er befindet sich in der unmittelbaren Nähe des Bahnhofs. Seinen Namen erhielt der Platz auf Grund des Bubenberg-Denkmals, das sich seit 1897 auf dem Bubenbergplatz befindet.
Heute dient der Platz vor allem als Verkehrsknotenpunkt. So haben verschiedene Tram- und Buslinien hier ihre Endstation. Das Burgerspital befindet sich ebenfalls beim Bubenbergplatz.

## Lage
Der Bubenbergplatz mündet im Westen in die Laupenstrasse, im Nordwesten in die Schanzenstrasse, im Nordosten auf den Bahnhofplatz, im Osten in die Spitalgasse, im Südosten in die Schauplatz- und in die Christoffelgasse, im Süden in die Schwanengasse und im Südosten in den Hirschengraben.

## Geschichte
Am 9. September 1896 beschloss der Gemeinderat, das Bubenberg-Denkmal auf dem damals wegen der Nähe zum Christoffelturm als Christoffelplatz bekannten Platz aufzustellen. Am Eröffnungstag des Bernischen Kantonalen Schützenfestes, am 18. September 1897, wurde das Denkmal enthüllt. Seit 1898 heisst der Platz dem Denkmal entsprechend offiziell Bubenbergplatz. Nach wenigen Jahren wurde das Denkmal auf seinem Steinsockel mit einem Ziergitter umgeben. Die Platzmitte erhielt damit ein neues Aussehen. Die Bäume waren stattlich herangewachsen und bildeten zusammen mit dem Denkmal einen Schwerpunkt. Am 23. März 1930 wurde das Denkmal, anlässlich einer Umgestaltung, abgetragen und am 19. Mai 1930 am heutigen Standort beim Hirschengraben wieder aufgebaut. An die ursprüngliche Stelle des Denkmals kam ein Strassenbahn-Rangierfeld. 1934 war die Umgestaltung des Platzes vollendet. In den Jahren 1971–1976 wurde der Platz erneut umgebaut. Es entstanden einerseits die Unterführungen und andererseits die Tramperrons.

## Frühere Namen des Platzes
- 1625/26–1742: Zwischen den Toren
- 1742–1882: Spitalplatz (französische Bezeichnung weiterhin Rue entre les Portes)
- 1882–1898: Christoffelplatz
- Seit 1898: Bubenbergplatz